# Loxigilla
Loxigilla är ett fågelsläkte i familjen tangaror inom ordningen tättingar.
Släktet omfattar traditionellt fyra arter som förekommer i Västindien:
- Puertoricofink (L. portoricensis)
- Rostbrynad fink (L. violacea)
- Antillerfink (L. noctis)
- Barbadosfink (L. barbadensis)

DNA-studier visar att arterna i släktet troligen inte är varandras närmaste släktingar, utan är parafyletiskt i förhållande till andra karibiska släkten som Melopyrrha, Tiaris och Melanospiza. De flesta taxnomiska auktoriteter bryter därför ut puertoricofinken och rostbrynad fink ur släktet och flyttar dem till kubafinkens släkte Melopyrrha. Vissa anser dock att namnet Pyrrhulagra har prioritet för denna grupp.